# معقد بطني قاعدي
المعقد البطني القاعديّ (VB) هو نواة مُرحِّلة من المهاد مستقبلات الألم المستلمة من الأعصاب المسبب للألم. يتكون VB من النواة البطنية الخلفية (VPM) ووالنواة البطنية الخلفية الجانبية (VPL). في بعض الأنواع، تكون النواة البطنية الخلفية الجانبية (الجزء الذنبي) أيضًا جزءًا من VB.  يحصل VB على مدخلات من السبيل النخاعي والفتيل الإنسي، والسَّبيلُ القِشريُّ المِهادِيّ.  الناتج الرئيسي لـ VB هو القشرة الحسية الجسدية الأولية.